# Vía sagrada de Atenas

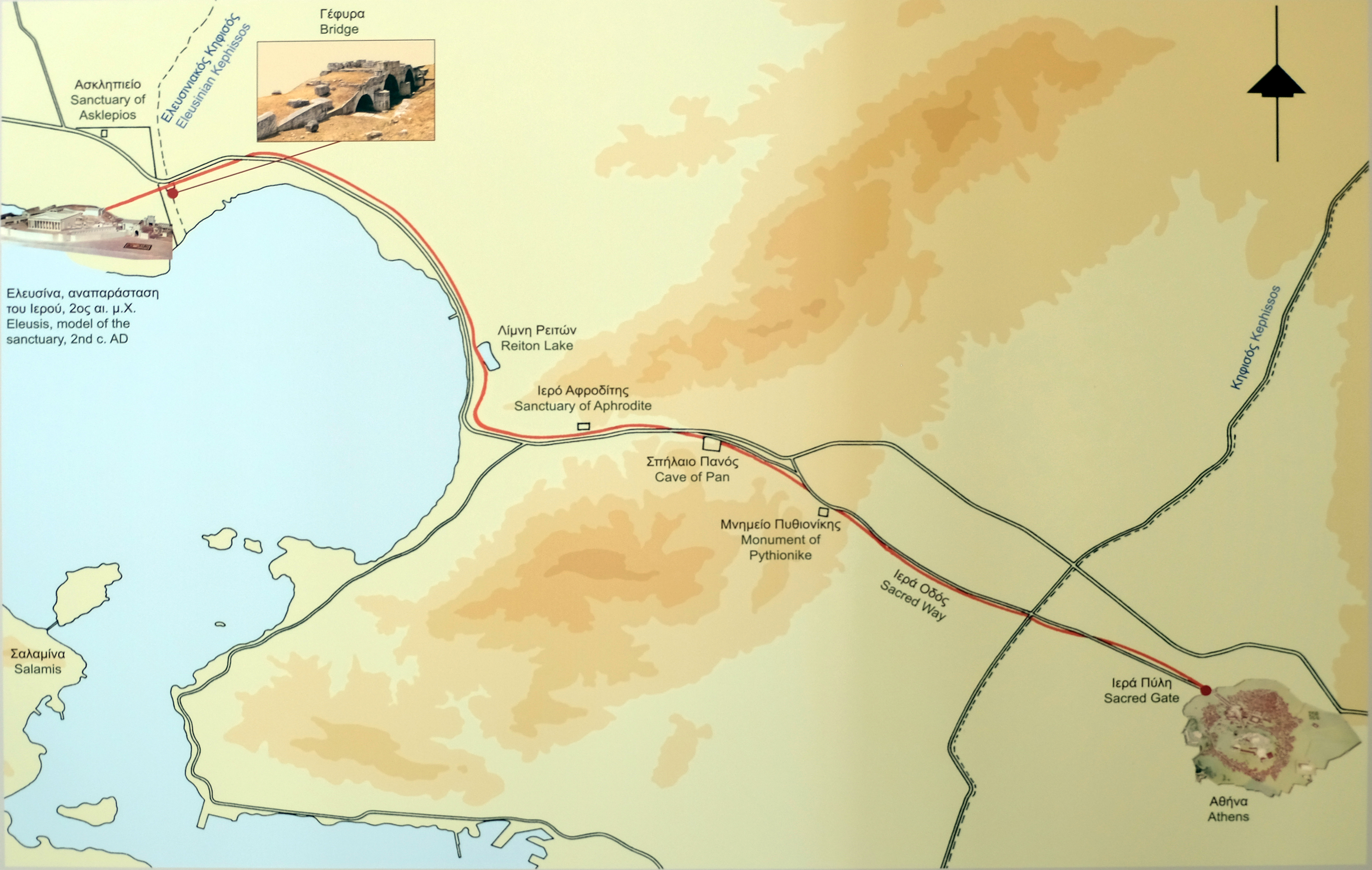
Recorrido de la vía sagrada que iba de Atenas a Eleusis (a la izquierda del mapa)

La Vía Sagrada de Atenas (en griego: Ιερά Οδός, romanizado: Ierá Odós), en la Antigua Grecia, era la carretera que conducía de Atenas a Eleusis. Es llamada así ya que se trata de la vía artificial para la procesión que celebraba los Misterios eleusinos. La procesión arrancaba en el Cerámico, el cementerio ateniense, el 20 de boedromion. Según algunos investigadores se trata de la carretera más antigua  de Grecia.
Hoy en día, la carretera que lleva del centro de Atenas a Egaleo y Chaidari (la antigua carretera hacia Eleusis) es llamada Ierá Odós, igual que el nombre de la antigua vía sagrada.

## La antigua vía sagrada

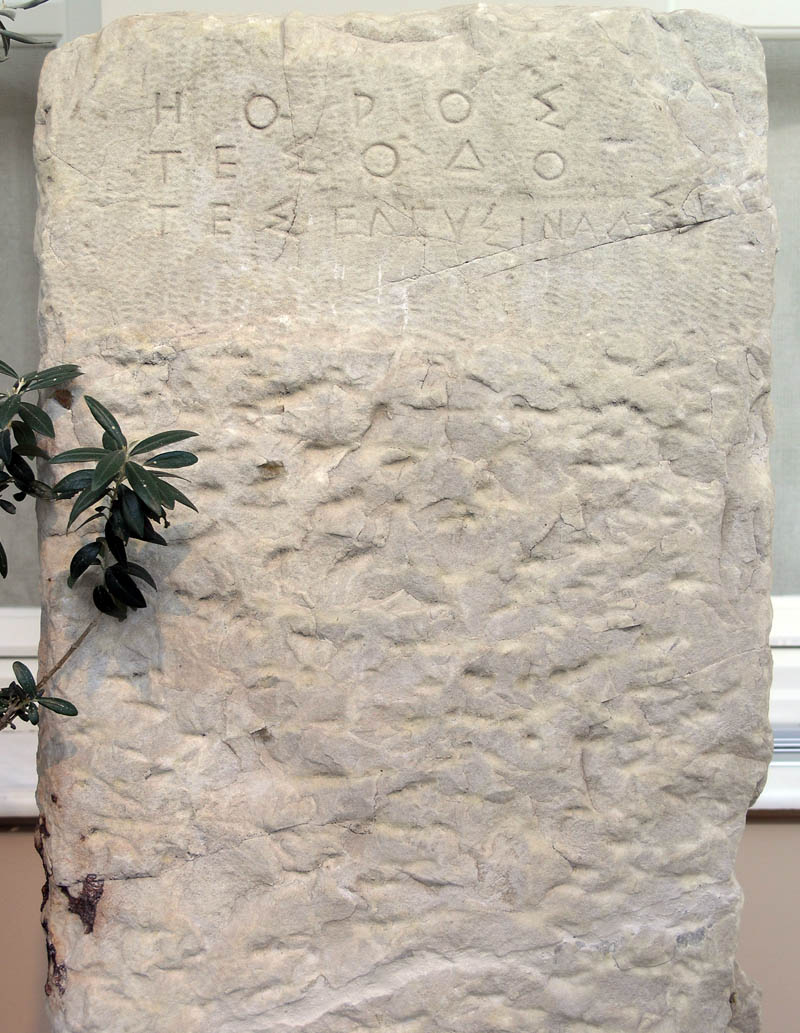
Miliario que marca el límite de la Vía Sagrada en Atenas. Al finalizar el siglo V a. C.: La inscripción original fue reemplazada por las palabras: ΗΟΡΟΣ ΤΕΣ ΟΔΟ ΤΕΣ ΕΛΕΥΣΙΝΑΔΣΙ, (Miliario de la carretera de Eleusis). Lecho del Erídano. Museo Arqueológico del Cerámico.

La vía sagrada es la antigua carretera que conectaba la ciudad de Atenas con Eleusis y la llanura de Triasia, que celebraban cada año las célebres e inexplicadas con respecto a su naturaleza exacta, los misterios de Eleusis. De una longitud de 22 km, a partir de la Puerta Santa en el barrio del Cerámico, continúa por la mayor parte de la actual Vía sagrada, pasando entre el monte Egaleo y el monte Pililou, para desembocar en el santuario de Deméter en Eleusis. La antigua vía sagrada de Atenas era llamada Vía Sagrada Eleusina.

## La vía sagrada hoy en día
La vía sagrada es la más antigua carretera de Grecia. Durando 2500 años, fue la única carretera nacional que conectaba Atenas con Grecia del Norte, Epiro y el Peloponeso. Las infraestructuras y el asfalto se remontan a 1927 con la única diferencia que la vía ha sido ampliada por tramos. No existía otro acceso en Atenas hasta que en 1956,  fue construida la avenida de Kaválas: esta junta la vía sagrada a la altura del Monasterio de Dafni a Chaïdári.
Después, con la apertura de la carretera nacional Atenas-Lamía, el cruce de Daphni dejó de ser el único enlace con Grecia de Norte. La vía sagrada ya no tiene otra función principal que conducir a Chaïdári.